# Estadio Nacional de Costa Rica
El Estadio Nacional de Costa Rica es un recinto para usos deportivos y administrativos múltiples, siendo el principal para la práctica del fútbol de la Selección Nacional del país y para las competencias de atletismo.
Es el estadio de fútbol más moderno y con mayor tecnología de Centroamérica y el Caribe: tiene oficinas para 32 federaciones deportivas, dos pantallas gigantes de televisión de HD, un museo deportivo, pista de atletismo y salas para otros deportes como tenis de mesa, esgrima y ajedrez.
En mayo de 2008 se demolió el antiguo Estadio Nacional, y desde marzo de 2009 hasta diciembre de 2010 se edificó este moderno recinto deportivo en el mismo lugar, ubicado en el Parque Metropolitano La Sabana, en San José, Costa Rica. Popularmente se le ha empezado a conocer como "La Joya" de La Sabana. El nuevo Estadio Nacional se ha convertido en una estructura icónica para la ciudad de San José pues ha venido a sentarse imponente en el paisaje urbano embelleciendo y modernizando la capital del país.
La entrega final del inmueble tuvo lugar con diplomáticos de la Embajada de la República Popular China en Costa Rica el lunes 10 de enero de 2011, al menos un mes antes de lo previsto.
Del 15 de marzo al 5 de abril de 2014, fue la sede principal de la Copa Mundial Femenina de Fútbol Sub-17 de 2014, donde se realizó la inauguración y clausura del evento.

## Historia
En el año 2007 el gobierno de Óscar Arias Sánchez decidió que el país debía contar con un moderno estadio nacional, en ese año se estaban construyendo estadios modernos en China con motivo de los Juegos Olímpicos de Pekín 2008. El gobierno nacional entabló relaciones diplomáticas con la República Popular China y alcanzaron múltiples acuerdos bilaterales, en uno de ellos China acordó la donación de un Estadio Nacional para Costa Rica.
Primeramente se perseguía la capacidad de 40 000 aficionados, sin embargo meses después se redujo a 35 000 por el espacio disponible en el mismo lugar que se encontraba el anterior. Otros aspectos en discusión se basaron en la ubicación del Estadio junto a un parque recreativo, lo que dificultaba ciertos estatutos principalmente en la comodidad para los espectadores, accesibilidad y la cantidad disponible de estacionamientos.
Oficialmente inició su construcción el 12 de marzo de 2009. La edificación formó parte de los acuerdos firmados entre los presidentes de Costa Rica y la República Popular China, Óscar Arias Sánchez y Hu Jintao, respectivamente.
Fue levantado por la empresa china Anhui Foreign Economic Construction (AFECC) en un plazo de 22 meses.
Según se comunicó a los medios locales, la construcción se finalizó en su totalidad al menos un mes antes de lo previsto. La conclusión de todas las obras tuvieron lugar en diciembre de 2010 y la entrega oficial del inmueble al Gobierno de Costa Rica fue el lunes 10 de enero de 2011. Fue recibido por el gobierno costarricense tras varias semanas de pruebas en el sonido, en las pantallas gigantes de televisión y demás sistemas operativos del inmueble.
Por otro lado, el Gobierno de Costa Rica realizaría una consulta popular para que las personas escojan el nombre de la obra, a pesar de que históricamente se ha llamado siempre sólo "Estadio Nacional".
Se estima que es el estadio más moderno de Centroamérica. Tiene una iluminación de 3400 luxes, más de las 2000 requeridas para las transmisiones en televisión de alta definición.

### Costo final de la obra
Pese a que en un principio estaba programado para costar $88 millones, algunas fuentes citaron que el nuevo Estadio Nacional tiene un costo de alrededor de $110 millones, en vista de que no se habían contemplado todo el mobiliario de las oficinas administrativas y el área de boleterías. La diferencia la asumió el Gobierno de China, país que donó toda la infraestructura.
Cálculos finales y mucho más conservadores, estimaron que la obra total tiene un valor de $83 millones de dólares, aunque su mantenimiento, pagos por administración y otros servicios rondaría los $1,8 millones al año.

### Inauguración
La inauguración oficial se realizó el sábado 26 de marzo de 2011, con un encuentro ante la Selección de fútbol de China (empate 2-2), y el primer gol del encuentro fue de Álvaro Saborío al minuto 39. También la ocasión fue aprovechada para homenajear al goleador histórico de la selección tica, Rolando Fonseca. Para el martes 29, se realizó un fogueo ante la Selección de fútbol de Argentina, el cual finalizó empatado 0 a 0.
El jueves 31 de marzo se realizó una pelea por el título mundial de boxeo de Hanna Gabriel, la campeona mundial del peso superwelter, con triunfo de la tica por knock out técnico ante la estadounidense Melisenda Pérez.
Para finalizar con los eventos, como invitada especial se presentó la cantante colombiana Shakira el domingo 10 de abril del 2011, luego de 15 años de no actuar en Costa Rica.

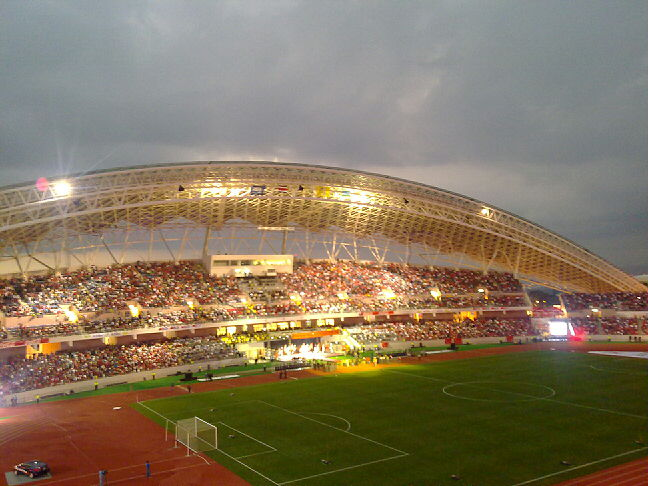
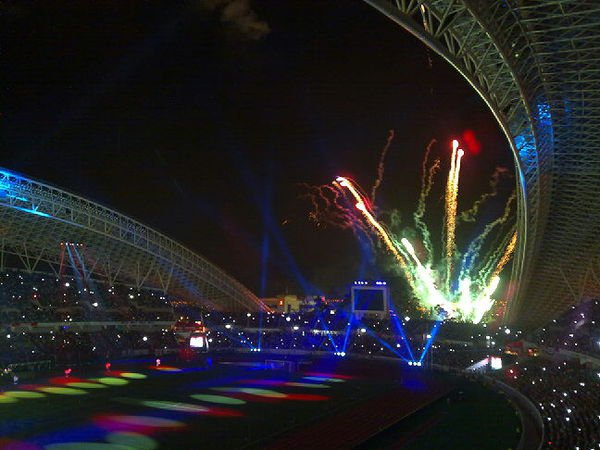
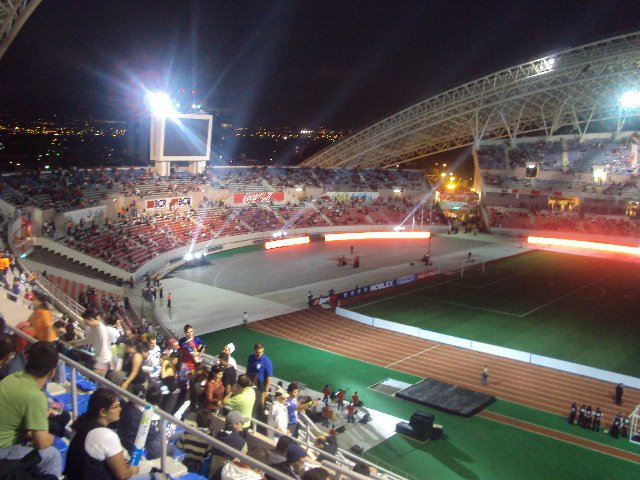

| 26 de marzo de 2011 | Costa Rica                 | 2:2 (2:0) | China              |                                                            |                                                            |
|                     | Saborío 39' · Brenes 45+2' | Reporte   | Gao Lin 47', 90+2' | Asistencia: 33.000 espectadores Árbitro(s): Roberto Moreno | Asistencia: 33.000 espectadores Árbitro(s): Roberto Moreno |

## Eventos deportivos
San José fue sede en 2013 de los Juegos Deportivos Centroamericanos y tanto el Estadio Nacional como el Parque Metropolitano La Sabana fueron escenarios de gran parte de los eventos junto con la ciudad deportiva de Hatillo, al sur de la capital.

### Copa Mundial Femenina de Fútbol Sub-17 de 2014
El estadio fue sede de la Copa Mundial Femenina de Fútbol Sub-17 de 2014 a realizarse en Costa Rica, el estadio albergó 6 encuentros de la fase de grupos, 2 de cuartos de final, además del partido por el 3° lugar y la final de la Copa Mundial.
A continuación se enumeran los juegos disputados en este estadio durante la Copa Mundial Femenina de Fútbol Sub-17 de 2014.
| Fecha               | Fase                             | Equipo     | Resultado      | Equipo        | Espectadores |
| ------------------- | -------------------------------- | ---------- | -------------- | ------------- | ------------ |
| 15 de marzo de 2014 | Primera fase (Partido Inaugural) | Costa Rica | 0-3            | Venezuela     | 34 453       |
| 15 de marzo de 2014 | Primera fase                     | Italia     | 2-0            | Zambia        | 34 743       |
| 18 de marzo de 2014 | Primera fase                     | Venezuela  | 4-0            | Zambia        | 25 624       |
| 18 de marzo de 2014 | Primera fase                     | Costa Rica | 0-1            | Italia        | 25 624       |
| 23 de marzo de 2014 | Primera fase                     | Japón      | 3-0            | Nueva Zelanda | 5100         |
| 23 de marzo de 2014 | Primera fase                     | Nigeria    | 3-0            | México        | 5100         |
| 27 de marzo de 2014 | Cuartos de final                 | Venezuela  | 3-2            | Canadá        | 1812         |
| 27 de marzo de 2014 | Cuartos de final                 | Ghana      | 2-2 (3-4 pen.) | Italia        | 1812         |
| 4 de abril de 2014  | 3° Lugar                         | Venezuela  | 4-4 (0-2 pen.) | Italia        | 29 814       |
| 4 de abril de 2014  | Final                            | Japón      | 2-0            | España        | 22 102       |

El Estadio Nacional fue sede del Seven Latinoamericano Masculino 2021, un torneo clasificatorio para la Copa del Mundo de Rugby 7 de 2022.

### Copa de Oro de la Concacaf 2019
| Fecha               | Fase                     | Equipo     |                       | Resultado |                      | Equipo    |
| ------------------- | ------------------------ | ---------- | --------------------- | --------- | -------------------- | --------- |
| 16 de junio de 2019 | Fase de grupos - Grupo B | Haití      | Bandera de Haití      | 2:1       | Bandera de Bermudas  | Bermudas  |
| 16 de junio de 2019 | Fase de grupos - Grupo B | Costa Rica | Bandera de Costa Rica | 4:0       | Bandera de Nicaragua | Nicaragua |

## Detalles del estadio
Para una sinopsis técnica completa del Estadio Nacional, véase Especial del Estadio Nacional
Total de la capacidad: 35 062 personas.

### Espectadores por sector
- Norte: 5666
- Sur: 5579
- Oeste : 11 000
- Este: 12 954
- Espacios para sillas de ruedas: 352
- 8 palcos con capacidad para un total de 80 espectadores

#### Sector norte
- Pista de calentamiento atletismo
- Vestidores de hombres
- Vestidores de mujeres
- Sala de circuito cerrado de televisión
- Tanque de agua contra incendio
- Servicios sanitarios hombres y mujeres
- Tiendas

#### Sector sur
- 32 Oficinas de Federaciones Deportivas
- Salas de reuniones
- Oficina de Ajedrez
- Sala de Ajedrez
- Tiendas
- Servicios sanitarios
- Pantalla electrónica

#### Sector oeste
- Entrada principal
- 3 salas vip
- 2 sala de masajes
- Sala de servicio para eventos
- 2 vestidores secundarios
- 2 vestidores principales
- 2 salas de primeros auxilios
- Vestidores de árbitros
- Sala de esgrima con vestidores y servicio sanitario
- Sala implementos de esgrima
- Oficina de esgrima
- 7 tiendas
- Una sala de exposiciones
- Servicios sanitarios
- Sala de visitantes de honor
- 2 Ascensores
- Sala de recepción de
- Zonas de acceso al terreno de juego
- Control de sonido
- Oficina oficial de noticias
- 1 Sala de edición
- Sala de prensa
- Sala Control de incendios
- Ingreso a centros de prensa
- Sala de transmisión de televisión
- Sala circuito cerrado de televisión
- 1 Cuarto de edición
- Teléfonos públicos
- Sala vip
- Zona de descanso
- Vestíbulo
- Servicio a palcos
- Bodega
- Salón de banquetes
- Tanque de agua tratada
- Servicios sanitarios para personas con discapacidad

#### Sector este
- Salas de distribución de baja y alta tensión
- Cocina Comedor
- 6 Sala de tenis de mesa (17 mesas)
- Sala de descanso
- Vestidores de tenis de mesa hombres y mujeres
- Sala de descanso entrenadores
- Oficinas, salas de reuniones, salas de entrenamiento
- Cuarto de distribución de alto voltaje
- Cuarto de distribución de bajo voltaje
- Servicios sanitarios
- Servicios sanitarios para personas con discapacidad
- Albergue deportivo (dormitorios, habitaciones vip, suite huéspedes vip)

## Eventos musicales internacionales
Desde su apertura en el año 2011 el estadio ha sido recinto de distintos eventos musicales incluyendo diversos géneros de música como Rock, Pop y Latina. Además con niveles de audiencia mayores a 15.000 personas por evento el cual lo hace uno de los más atractivos escenarios para realizar eventos de este nivel.
- Aerosmith[20]
- Agudelo 888[21]
- Alejandro Fernández[22]
- Alejandro Sanz[23]
- Álex Campos[24]
- Alison Solís[25]
- Aventura[26]
- Averly Morillo[27]
- Bad Bunny[28]
- Black Sabbath[29]
- Bruno Mars[30]
- Caifanes[31]
- Camila[32]
- Carlos Rivera[33]
- Charlie Zaa[34]
- Chayanne[35]
- Christian Nodal[36]
- Christine D'Clario[37]
- Cielo Abierto[38]
- Coldplay[39]
- Costa Azul[40]
- Daddy Yankee[41]
- Dariana[42]
- Disney Magia y Sinfonía[43]
- DNCE[44]
- Don Omar[45]
- Edward Rivera[46]
- Elvis Crespo[47]
- Emmanuel[48]
- Eros Ramazotti[49]
- Evan Craft[50]
- Feid[51]
- Flans[52]
- Fonseca[53]
- Foo Fighters[54]
- Gente de Zona[55]
- Gilberto Santa Rosa[56]
- Grupo Barak[57]
- Grupo Firme[58]
- Guns N' Roses[59]
- H.E.R.[60]
- Illya Kuryaki And The Valderramas[61]
- Irontom[62]
- Ivy Queen[63]
- Jessi Uribe[64]
- Jesús Adrián Romero[65]
- Joaquín Sabina[66]
- Joe Sumner[67]
- Jorge Blanco[68]
- Juan Luis Guerra[69]
- Judas Priest[70]
- Justin Bieber[71]
- Karol G[72]
- La Mosca Tsé-Tsé[73]
- Lady Gaga[74]
- Lady Starlight[75]
- Laura Pausini[76]
- Lilly Goodman[77]
- Los Fabulosos Cadillacs[78]
- Lucero[79]
- Luis Miguel[80]
- Manuel Mijares[81]
- Manuel Turizo[82]
- Marc Anthony[83]
- Marcela Gandara[84]
- Marco Antonio Solís[85]
- Marcos Witt[86]
- Marla Solís[87]
- Maysak[88]
- Megadeth[89]
- Melendi[90]
- Metallica[91]
- Miel San Marcos[92]
- Miguel Bosé[93]
- Miley Cyrus[94]
- Molotov[95]
- Mon Laferte[96]
- Morat[97]
- Myriam Hernández[98]
- Natalia Jiménez[99]
- Pablo Alborán[100]
- Pablo Martínez[101]
- Pandora[102]
- Paul McCartney[103]
- Paulina Rubio[104]
- Pearl Jam[105]
- Pitbull[106]
- Red Hot Chili Peppers[107]
- Redimi2[108]
- Rey Ruiz[109]
- Ricardo Arjona[110]
- Ricardo Montaner[111]
- Roger Waters[112]
- Romeo Santos[113]
- Rubén Blades[114]
- Ryan Castro[115]
- Sarai Rivera[116]
- Saratoga[117]
- Sebastián Yatra[118]
- Shakira[119]
- Sin Bandera[120]
- Soy Luna[121]
- Sting[122]
- The Darkness[123]
- Un Corazón[124]
- Vicente Fernández[125]
- Vicente Fernández Jr.[126]
- Víctor Manuelle[127]
- Weezer[128]
- Whitesnake[129]
- X[130]
- Yanni[131]
- Yuri[132]

### Eventos por año
| Fecha                    | Artista(s) (Telonero(s))                                          | Tour                            | Asistencia                             |
| ------------------------ | ----------------------------------------------------------------- | ------------------------------- | -------------------------------------- |
| 10 de abril de 2011      | Shakira                                                           | Sale el sol World Tour          | 34,516                                 |
| 21 de mayo de 2011       | Miley Cyrus                                                       | Gypsy Heart Tour                | 33,451                                 |
| 18 de junio de 2011      | Marc Anthony + Alejandro Fernández                                | Dos mundos un concierto         | TBA                                    |
| 25 de agosto de 2011     | Juan Luis Guerra                                                  | A son de Guerra World Tour      | TBA                                    |
| 12 de septiembre de 2011 | Red Hot Chili Peppers                                             | I'm with you World Tour         | 20,716                                 |
| 27 de septiembre de 2011 | Judas Priest (Whitesnake)                                         | Epitaph World Tour              | TBA                                    |
| 20 de noviembre de 2011  | Pearl Jam                                                         | Pearl Jam Twenty Tour           | TBA                                    |
| 23 de agosto de 2012     | Vicente Fernández (Rina Vega, Elena Umaña, Vicente Fernández Jr.) | Mi Despedida                    | Agotado                                |
| 30 de septiembre de 2012 | Marc Anthony + Chayanne (Fonseca)                                 | Gigantes Tour                   | TBA                                    |
| 1 de octubre de 2012     | Pitbull                                                           | Global Warming Tour             | TBA                                    |
| 3 de noviembre de 2012   | Lady Gaga (DJ Melissa O)                                          | The Born This Way Ball          | Agotado                                |
| 1 de octubre de 2013     | Aerosmith (AKASHA)                                                | The Global Warming Tour         | TBA                                    |
| 22 de octubre de 2013    | Black Sabbath (Megadeth)                                          | Black Sabbath Reunión Tour      | TBA                                    |
| 1 de mayo de 2014        | Paul McCartney                                                    | Out There! Tour                 | 27,001/35,228                          |
| 4 de diciembre de 2014   | Marc Anthony + Juan Luis Guerra                                   | #Gigantes2                      | TBA                                    |
| 20 de junio de 2015      | Chayanne                                                          | En Todo Estare Tour             | TBA                                    |
| 5 de septiembre de 2015  | Camila                                                            | Elypse World Tour               | TBA                                    |
| 13 de diciembre de 2015  | Romeo Santos                                                      | Vol. 2 World Tour               | TBA                                    |
| 20 de febrero de 2016    | Marc Anthony (Gente de Zona)                                      | TBA                             | TBA                                    |
| 16 de abril de 2016      | Chayanne                                                          | En Todo Estare Tour             | TBA                                    |
| 19 de mayo de 2016       | Alejandro Sanz                                                    | Sirope Tour                     | TBA                                    |
| 20 de agosto de 2016     | Laura Pausini                                                     | Pausini Stadi Tour 2016         | TBA                                    |
| 5 de noviembre de 2016   | Metallica                                                         | Wired World Tour                | 32,934/33,953                          |
| 26 de noviembre de 2016  | Guns N' Roses (Gandhi)                                            | Not in This Lifetime... Tour    | 29,560/35,785                          |
| 24 de abril de 2017      | Justin Bieber (Bartosz Brenes)                                    | Purpose World Tour              | 23,377/26,985                          |
| 7 de mayo de 2017        | Soy Luna                                                          | Soy Luna en concierto           | TBA                                    |
| 9 de mayo de 2017        | Sting (Joe Sumner)                                                | 57th & 9th Tour                 | Agotado                                |
| 19 de agosto de 2017     | Ricardo Montaner                                                  | Hombre Normal Tour              | TBA                                    |
| 7 de diciembre de 2017   | Bruno Mars (DNCE)                                                 | 24K Magic World Tour            | Agotado                                |
| 28 de febrero de 2018    | Myriam Hernández                                                  | Gala de Amor                    | TBA                                    |
| 7 de marzo de 2018       | Joaquín Sabina                                                    | Lo niego todo Tour              | TBA                                    |
| 14 de julio de 2018      | Jesús Adrián Romero                                               | TBA                             | TBA                                    |
| 8 de agosto de 2018      | Laura Pausini                                                     | World Wide Tour                 | TBA                                    |
| 18 de agosto de 2018     | Marc Anthony                                                      | TBA                             | TBA                                    |
| 15 de septiembre de 2018 | Soy Luna                                                          | Soy Luna en vivo                | TBA                                    |
| 24 de noviembre de 2018  | Roger Waters                                                      | Us + Them Tour                  | Agotado                                |
| 30 de noviembre de 2018  | Chayanne                                                          | Desde el Alma Tour              | 25,000/30,000                          |
| 8 de diciembre de 2018   | Romeo Santos                                                      | Golden Tour                     | TBA                                    |
| 25 de enero de 2019      | Camila + Sin Bandera                                              | 4 Latidos Tour                  | TBA                                    |
| 21 de marzo de 2019      | Luis Miguel                                                       | Gira México por siempre         | 33,000 (Agotado)                       |
| 6 de abril de 2019       | Marco Antonio Solís                                               | Y la historia continua Tour     | TBA                                    |
| 17 de agosto de 2019     | Ricardo Montaner                                                  | Montaner Tour                   | 12,000                                 |
| 4 de octubre de 2019     | Foo Fighters (Weezer)                                             | Concrete and Gold Tour          | 28,000                                 |
| 30 de noviembre de 2019  | Morat                                                             | Balas Perdidas Tour             | TBA                                    |
| 7 de diciembre de 2019   | Chayanne + Marc Anthony                                           | Desde el Alma Tour              | 38,000/40,000                          |
| 15 de febrero de 2020    | Pandora + Yuri + Natalia Jiménez                                  | Juntitas Tour                   | TBA                                    |
| 20 de febrero de 2020    | Pablo Alborán                                                     | Tour Prometo                    | TBA                                    |
| 23 de febrero de 2020    | Caifanes                                                          | Caifanes Tour                   | TBA                                    |
| 4 de abril de 2020       | Carlos Rivera                                                     | Guerra Tour                     | Reprogramado para el 12 de septiembre. |
| 28 de abril de 2020      | KISS                                                              | End of the road World Tour      | Reprogramado para el 4 de diciembre.   |
| 12 de septiembre de 2020 | Carlos Rivera                                                     | Guerra Tour                     | Cancelado                              |
| 4 de diciembre de 2020   | KISS                                                              | End of the road World Tour      | Cancelado                              |
| 18 de marzo de 2022      | Coldplay (H.E.R., MishCatt)                                       | Music of the Spheres World Tour | 81,256 (Agotado)                       |
| 19 de marzo de 2022      | Coldplay (H.E.R., MishCatt)                                       | Music of the Spheres World Tour | 81,256 (Agotado)                       |
| 21 de mayo de 2022       | Christian Nodal (Charlie Zaa)                                     | Forajido Tour                   | Agotado                                |
| 22 de mayo de 2022       | Christian Nodal (Charlie Zaa)                                     | Forajido Tour                   | Agotado                                |
| 26 de junio de 2022      | Paulina Rubio                                                     | Costa Rica En Vivo              | TBA                                    |
| 3 de septiembre de 2022  | Jesús Adrián Romero (Masterkey)                                   | Tour de la Esperanza            | TBA                                    |
| 10 de septiembre de 2022 | Marc Anthony (Manuel Turizo)                                      | Viviendo Tour                   | TBA                                    |
| 8 de octubre de 2022     | Marco Antonio Solís (Costa Azul, Plancha Live)                    | Que Ganas de Verte World Tour   | TBA                                    |
| 16 de octubre de 2022    | Jessi Uribe (Luisga Loría, Los Plancharanga)                      | Bohemios Tour                   | TBA                                    |
| 22 de octubre de 2022    | Daddy Yankee (Tapón, Dani Maro, Kavvo)                            | La Última Vuelta World Tour     | 30,000 (Agotado)                       |
| 23 de octubre de 2022    | Daddy Yankee (Tapón, Dani Maro, Kavvo)                            | La Última Vuelta World Tour     | 30,000 (Agotado)                       |
| 19 de noviembre de 2022  | Morat (Entrelineas)                                               | Morat World Tour                | Agotado                                |
| 24 de noviembre de 2022  | Bad Bunny                                                         | World's Hottest Tour            | Agotado                                |
| 25 de noviembre de 2022  | Eros Ramazotti                                                    | Battito Infinito World Tour     | TBA                                    |
| 2 de diciembre de 2022   | Sebastián Yatra                                                   | Dharma Tour                     | TBA                                    |
| 9 de diciembre de 2022   | Ricardo Arjona                                                    | Tour Blanco & Negro             | 52,000 (Agotado)                       |
| 10 de diciembre de 2022  | Ricardo Arjona                                                    | Tour Blanco & Negro             | 52,000 (Agotado)                       |
| 14 de diciembre de 2022  | Disney                                                            | Magía y Sinfonía                | TBA                                    |
| 15 de diciembre de 2022  | Disney                                                            | Magía y Sinfonía                | TBA                                    |
| 28 de enero de 2023      | Pandora + Flans                                                   | Inesperado Tour                 | Agotado                                |
| 25 de febrero de 2023    | Joaquín Sabina                                                    | Contra todo pronóstico          | TBA                                    |
| 4 de marzo de 2023       | Cielo Abierto                                                     | TBA                             | TBA                                    |
| 5 de marzo de 2023       | Caifanes                                                          | TBA                             | TBA                                    |
| 17 de marzo de 2023      | Melendi                                                           | Likes y Cicatrices Tour         | TBA                                    |
| 18 de marzo de 2023      | Sin Bandera                                                       | Frecuencia Tour                 | Agotado                                |
| 15 de abril de 2023      | Carlos Rivera                                                     | Un Tour A Todas Partes          | TBA                                    |
| 10 de junio de 2023      | Juan Luis Guerra                                                  | Entre mar y palmeras Tour       | Agotado                                |
| 29 de julio de 2023      | Grupo Firme                                                       | Hay que conectarla Tour         | TBA                                    |
| 13 de agosto de 2023     | Lucero + Manuel Mijares                                           | Hasta que se nos Hizo           | TBA                                    |
| 9 de septiembre de 2023  | Rubén Blades                                                      | Salswing Tour                   | TBA                                    |
| 7 de octubre de 2023     | Rauw Alejandro (Jabbawockeez)                                     | Saturno World Tour              | Cancelado                              |
| 31 de octubre de 2023    | Red Hot Chili Peppers (Irontom)                                   | Global Stadium Tour             | Agotado                                |
| 2 de diciembre de 2023   | Roger Waters                                                      | This is not a drill Tour        | TBA                                    |
| 27 de enero de 2024      | Nitro Circus                                                      | Nitro Circus                    | TBA                                    |
| 8 de febrero de 2024     | Luis Miguel                                                       | Luis Miguel Tour 2023–24        | TBA                                    |
| 2 de marzo de 2024       | Urban Fest                                                        | Urban Fest                      | TBA                                    |
| 9 de marzo de 2024       | Karol G                                                           | Mañana Será Bonito Tour         | TBA                                    |
| 10 de marzo de 2024      | Karol G                                                           | Mañana Será Bonito Tour         | TBA                                    |
| 23 de abril de 2024      | Mon Laferte                                                       | Autopoiética Tour               | TBA                                    |
| 15 de septiembre de 2024 | Feid                                                              | Ferxxocalipsis World Tour       | TBA                                    |
| 5 de octubre de 2024     | Aventura                                                          | Cerrando Ciclos                 | TBA                                    |
| 18 de octubre de 2024    | Morat                                                             | Los Estadios Tour               | Agotado                                |
| 5 de noviembre de 2024   | Paul McCartney                                                    | Got Back Tour                   | TBA                                    |
| 23 de noviembre de 2024  | Carlos Rivera                                                     | XX Tour                         | TBA                                    |
| 4 de diciembre de 2024   | Marc Anthony + Christian Nodal                                    | TBA                             | TBA                                    |
| 1 de marzo de 2025       | Fe-stival 2025                                                    | Fe-stival 2025                  | TBA                                    |
| 8 de marzo de 2025       | Joaquín Sabina                                                    | Hola y Adiós                    | TBA                                    |
| 5 de abril de 2025       | Chayanne                                                          | Bailemos Otra Vez Tour          | Sold Out                               |
| 23 de junio de 2025      | Los Fabulosos Cadillacs                                           | 40 Aniversario                  | TBA                                    |
| 1 de octubre de 2025     | Guns N' Roses                                                     | World Tour 2025                 | TBA                                    |
| 7 de noviembre de 2025   | Carín León                                                        | Boca Chueca Tour                | Sold Out                               |
| 5 de diciembre de 2025   | Bad Bunny                                                         | Debí Tirar más Fotos Tour       | Sold Out                               |
| 6 de diciembre de 2025   | Bad Bunny                                                         | Debí Tirar más Fotos Tour       | Sold Out                               |
| 18 de noviembre de 2026  | Eros Ramazotti                                                    | Ramazotti World Tour            | TBA                                    |